# Alphonse Robert (peintre)
Ne doit pas être confondu avec Alphonse Robert.
Pour les articles homonymes, voir Robert (patronyme).
Alphonse Robert, né le 19 mars 1807 à Sèvres où il est mort le 16 avril 1885, est un peintre français.

## Biographie
Alphonse Robert est le fils du peintre Jean-François Robert (1778-1870) et de Louise Sophie Pithou. Son cousin Louis-Rémy Robert, son grand-père Nicolas-Pierre Pithou et sa sœur Julie Palmyre Robert sont également peintres.
Il expose au Salon de 1827 à 1880.  
En 1831, il épouse à Béthisy-Saint-Pierre Justine Éléonore Loyauté (1799-1853). En 1863, il épouse en secondes noces Christine Frantz. Leur fils Jules Albert sera peintre.
Il meurt à son domicile, à l'âge de 78 ans.